# Jinetes del paraíso
Jinetes del paraíso es una película documental colombiana de 2020 dirigida y escrita por Talía Osorio Cardona, notable por ser la primera producción cinematográfica colombiana en tener un estreno virtual.

## Sinopsis
Orlando Cholo Valderrama, reconocido cantautor colombiano de música llanera y ganador de un Premio Grammy en el año 2008, es el encargado de narrar este documental que pretende presentar al mundo los paraísos escondidos de los llanos orientales colombianos y su rica cultura.